# Empire Earth III
Empire Earth III (tạm dịch: Đế quốc Địa cầu 3) viết tắt EE3, là trò chơi máy tính thuộc thể loại chiến lược thời gian thực do hãng Mad Doc Software phát triển và Sierra Entertainment phát hành vào ngày 6 tháng 11 năm 2007. Game là phiên bản cuối cùng trong dòng game sê-ri Empire Earth và phần lớn nhận được lời đánh giá tiêu cực chung.
Empire Earth III gồm năm thời kỳ ít hơn hẳn so với các phiên bản khác của loạt game nhưng lại bao quát cùng một khoảng thời đại. Game gồm có ba phe với những cái tên chung chung: Middle Eastern (Trung Đông), Western (Phương Tây) và Far Eastern (Viễn Đông). Mỗi phe phái đều có những công trình, đơn vị và công nghệ riêng biệt. 

## Cách chơi
Tương tự như các game trước, Empire Earth III là một game chiến lược thời gian thực. Phiên bản này bổ sung thêm một vài đơn vị và vũ khí mới, cũng như cấu trúc phần chiến dịch theo hướng tự do có phong cách tương tự như các tựa game chiến lược thời gian thực khác, chẳng hạn như dòng game Total War. Tuy nhiên, không giống như Total War, quá trình phát triển của người chơi xuyên suốt toàn bộ tiến trình lịch sử nhân loại chứ không phải cố định trong một khoảng thời gian cụ thể.
Có ba phe phái đại diện cho ba nền văn minh tùy biến để người chơi lựa chọn là Phương Tây, Trung Đông và Viễn Đông. Mỗi nền văn minh có thể được tùy chỉnh bởi người chơi theo sự lựa chọn của họ. Hơn nữa, mỗi nền văn minh đều xuất hiện những phe phụ dựa trên các quốc gia có thực trong lịch sử (ví dụ như nền văn minh Viễn Đông gồm có Trung Quốc và Nhật Bản). Một tính năng mới của game là thêm vào một vài loại vũ khí hạt nhân như một khẩu pháo hạt nhân. Trong Empire Earth III từng khu vực tập trung vào phong cách chơi khác nhau; ví dụ như phe Trung Đông có các công trình di động, Phương Tây có một vài đơn vị quân khá mạnh, riêng phe Viễn Đông thì có quân số đông nhưng khá yếu kém gồm những đơn vị leo trèo kết hợp với các giống đột biến khá mạnh trong tương lai.
Trong phần chiến dịch chơi đơn xuất hiện thêm kiểu chơi World Domination. Phần chơi này vừa giống với kiểu chơi Conquest của Rise of Nations, lại có chút bắt chước kiểu chơi theo lượt trên bản đồ chiến dịch của dòng Total War và lại cũng có chút kiểu War of Rings trong game The Lord of the Rings: The Battle for Middle Earth II. Phần chơi World Domination của game cho phép người chơi tham chiến trên một trái đất ảo được chia thành nhiều phần/tỉnh. Người chơi sẽ lựa chọn để đánh chiếm vùng nào trên thế giới, và sau đó bản đồ sẽ được chuyển sang phần bản đồ chiến thuật để thực hiện việc xây nhà, mua quân và giao chiến thời gian thực như bình thường. Ngoài ra, để đơn giản hóa trò chơi, Empire Earth 3 đã rút gọn lịch sử nhân loại xuống còn lại vẻn vẹn 5 thời kỳ: Cổ đại, Trung cổ, Thuộc địa, Hiện đại và Tương lai.
Nguồn tài nguyền trong Empire Earth III được rút gọn chỉ còn lại hai thứ cần thiết: Wealth (sự thịnh vượng) và Material (nguyên liệu). Các loại đơn vị như xe tăng, robot cũng có thể được tạo thành từ thịt, cá. Do vậy, loại nguyên liệu nào mà người chơi thu thập thì cũng như nhau, chủ yếu cần là số lượng, không phải là chủng loại nguyên liệu. Vì thế nên tốc độ chơi của Empire Earth III cũng được nâng lên đáng kể. Một vấn đề nữa ảnh hưởng rất lớn đến chiến trận, đó là việc người chơi có thể thu thập không giới hạn các tài nguyên và xây dựng thoải mái các công trình phòng ngự. Trong khi đó thì số lượng quân lại có hạn, nên rất khó để tập trung được một lượng quân lớn, mà quân lại chết khá nhanh, nhất là ở thời Tương lai. Điều này cũng buộc người chơi phải quan tâm nhiều đến việc sử dụng loại quân gì và như thế nào trong mỗi trận đánh. Nhưng nó cũng khiến cho các trận đánh có thể đi vào thế phòng ngự tiêu cực, và đôi khi việc tấn công gần như là bất khả thi.

## Phát triển
Quá trình phát triển của game bắt đầu vào năm 2005, ngay sau khi Empire Earth II được phát hành. Engine của game được xây dựng dựa trên engine Empire Earth II bằng cách sử dụng middleware Gamebryo 2.0, nhưng gần như là viết lại hoàn toàn cho phép các nhà phát triển tạo ra các hiệu ứng hình ảnh cải tiến, công nghệ tái tạo chuyển động ragdoll physic, mô hình chi tiết hơn và kết cấu độ phân giải cao hơn. Thay vào đó khiến cho các đơn vị trông thực tế hơn, hãng Mad Doc đã quyết định thiết kế đồ họa theo kiểu cách điệu hoạt hình.

## Phát hành
Ngày 27 tháng 4 năm 2007 chương trình truyền hình Numb3rs của Mỹ phát sóng một số cảnh quay của game trên đài CBS trong khi nó vẫn còn đang trong quá trình phát triển. Bản demo của Empire Earth III được phát hành vào ngày 1 tháng 11. Phiên bản bán lẻ của trò chơi được phát hành vào ngày 6 tháng 11 năm 2007 tại Mỹ và 16 tháng 11 năm 2007 tại châu Âu. Nó cũng được phát hành trên Direct2Drive.
Một bản vá lỗi (patch) đã có hai ngày sau khi game phát hành. Empire Earth III là game đầu tiên trong dòng game được mang nhãn Games for Windows. Ngày 12 tháng 11 năm 2007, một cổng thông tin GameSpy được bổ sung cho phần cập nhật và trạng thái.

## Đón nhận
| Nơi đánh giá    | Điểm số |
| --------------- | ------- |
| IGN             | 5.4/10  |
| GameSpot        | 3.5/10  |
| GameSpy         | 2/5     |
| GamerNode       | 4.5/10  |
| Game Revolution | D-      |

Empire Earth III nhận được khá nhiều lời chê bai thậm tề từ giới phê bình game. GameSpot chấm 3.5/10 điểm và nói rằng "cảm giác nếm trải và sự hài hước đáng ngờ của nhà phát triển đều được phơi bày ra trong phần hình ảnh và âm thanh… Empire Earth III đã tụt dốc xuống điểm không thích hợp". IGN chấm 5,4/10 điểm và nói rằng "những hình ảnh động không quá tuyệt đẹp và sự thực hiện đã để lại quá nhiều điều mong muốn". GameSpy cũng có lời phàn nàn tương tự: "lỗi, chiến đấu lộn xộn, hoặc AI yếu không phải là điều mà người hâm mộ thể loại chiến lược phải chịu trận". GamerNode thì chấm 4.5/10 điểm và cho biết "Trò chơi đã cố gắng tiếp cận với những game thủ nhiều hơn nữa nhưng đã thất bại hoàn toàn.... Hãy tránh xa những trò chơi loại này ra". Game Revolution chỉ chấm game ở mức D-, nêu rõ "Thành thật mà nói, nếu trò chơi không cố khiến bạn ghét nó, thì nó có thể hoàn toàn chấp nhận được, thậm chí khá là thú vị". Ít lâu sau, Mad Doc Software đã xóa bỏ tất cả các tài liệu tham khảo cho sự phát triển của Empire Earth III từ trang chủ của họ.